# نحن مع روسيا (زاباروجيا)
نحن مع روسيا هي منظمة تعاونية موالية لروسيا تعمل في منطقة زابوريزهيا أوبلاست التي ضمتها روسيا لسادتها وتدعمها السلطات الروسية. توصف في حد ذاتها بأنها «حركة اندماج». تدعو الحركة بنشاط إلى انضمام المنطقة إلى الاتحاد الروسي، ووفقًا لوسائل الإعلام الأوكرانية فهي تشارك بنشاط في إعداد «استفتاءات» على الأراضي الأوكرانية المحتلة لتصبح جزءًا من روسيا. يتم تنظيم أنشطتها من قبل حزب روسيا الموحدة والجبهة الشعبية لعموم روسيا برئاسة فلاديمير بوتين.
«نحن مع روسيا» تتعاون بنشاط مع سلطات المناطق الروسية، التي اتخذت «رعاية» منطقة زابوريزهيا أوبلاست وفقًا لبيانها الخاص، فإن الحركة «تقدم المساعدات الإنسانية الضرورية والأدوية إلى زاباروجيا وترسل العمال ذوي الخبرة لاستعادة الحياة الطبيعية».